# Jardín botánico Ca´a Porâ
El Jardín Botánico Ca´a Porâ, desde 2006 se le conoce como Jardín Botánico Aníbal Oscar Carnevalini (nombre impuesto en honor a su fundador), es un jardín botánico de 8 hectáreas de extensión que se encuentra en Concordia, Provincia de Entre Ríos, Argentina.
Se encuentra incluido en la RAJB (Red Argentina de Jardines Botánicos).
El código de identificación del Jardín Botánico Ca´a Porâ como miembro del "Botanic Gardens Conservation International" (BGCI), así como las siglas de su herbario es CONCO.

## Localización
Se encuentra dentro del Parque Rivadavia (o San Carlos) en Concordia.
Jardín Botánico Aníbal Oscar Carnevalini (Ca´a Porâ) Dirección de Parques y Jardines, Parque Rivadavia Municipalidad de la Ciudad de Concordia, Mitre 76, Concordia, provincia de Entre Ríos 3200 Argentina
Planos y vistas satelitales:31°23′S 58°02′O / -31.383, -58.033
- Temperatura Media Estival: 26 y 30 °C
- Temperatura Media Invernal: 11 a 13 °C
- Humedad promedio: 76%
- Promedio Anual de Lluvias: 1.276 mm
- Altitud: 38 m s. n. m.

## Historia
El Jardín Botánico Ca'a Porâ fue creado por Aníbal Oscar Carnevalini, para preservar las especies de plantas herbáceas y arbóreas nativas. Siendo el primer parque creado en la región de su tipo.
El Nombre "Ca'a Porâ" son vocablos en lengua guaraní que significan "Vegetación Hermosa".

## Colecciones
Las plantas que alberga este jardín botánico son las que se encuentran en la región, con sus especies endémicas, así como algunas plantas exóticas, siendo de destacar:
- Colección de plantas herbáceas pertenecientes a la familia Gramineae
- Arboreto, con masas arbóreas de 30 a 40 años de edad, arbustos y plantas leñosas de pequeño porte y follaje persistente. El bosque es una selva en galería propio de los márgenes de los ríos con especies como "ubajay" (Hexachlamys edulis (O.Berg) Kausel & D.Legrand ), "guayabo blanco" (Eugenia opaca O.Berg), "palo cruz" o "jazmín del Uruguay" (Guettarda uruguensis Cham. & Schltdl. ), "laurel blanco" (Nectandra lanceolata Nees & Mart. ex Nees ), "viraró" (Parapiptadenia rigida (Benth.) Brenan )
- Colección de plantas de Uruguay
- Estanques naturales abastecidos del agua de lluvia con una rica vegetación hidrófila, y familias de aves acuáticas que acuden a su entorno.